# Puerto de Gante
El puerto de Gante (en neerlandés: Haven van Gent) es el tercer puerto más grande de Bélgica.
El primer puerto de la ciudad de Gante se encontraba en el río Escalda y más tarde en el río Lys. Desde la Edad Media Gante ha buscado una conexión con el mar: en el siglo XIII, a través del canal Lieve al Zwin, cerca de Damme; en el siglo XVI a través de la Sassevaart; en el siglo XVII, por el canal de Gante-Brujas; desde el siglo XIX, a través del canal de Gante-Terneuzen está conectado a través del Escalda Occidental con el mar del Norte.
El puerto de Gante es accesible para buques de tamaño Panamax. Sin embargo, hay conversaciones para renovar las esclusas en Terneuzen, que permitiría a los buques más grandes entrar en el puerto.